# 全境警戒
《全境警戒》（英語：Bushwick）是一部2017年美國動作驚悚片，由強納森·米洛特（Jonathan Milott）和凱瑞·莫尼恩（Cary Murnion）執導，戴夫·巴帝斯塔及布兰特妮·斯诺主演。劇情講述一名前美國海軍醫院醫護兵和年輕的研究生被迫結盟，以在城市遭受神秘軍隊侵襲期間生存下來。本片2017年1月21日登上日舞影展首映，RLJE娛樂取得版權並安排2017年8月25日美國上映；口碑褒貶不一。

## 劇情
土木工程專業二年級研究生露西和男友何塞正從布魯克林區地鐵離開，但當一位全身著火的男子跑進車站後，何塞到外頭察看情況，但立即被爆炸殺死。露西跑出去尋求幫助，但被兩名男子追趕。他們在一所房子裡找到了她，屋主史都柏殺死了那兩名男子，並試圖離開房子到紐澤西州霍博肯找妻小。露西和他一起試圖去她曾祖母的房子。途中，史都柏受傷並訓練露西急救和開槍。
當他們到達露西的曾祖母家時，發現曾祖母心臟病發而亡。當僱傭兵潛入家中時，兩人逃到露西妹妹貝琳達的家。吸毒的貝琳達直到一名僱傭兵闖入家中才得知外頭的情況。史都柏制伏這名士兵，要脅對方說出戰況實情。僱傭兵透露德克薩斯州從美國獨立出來，並與其他南部各州（路易斯安那州、佛羅里達州、北卡羅來納州、南卡羅來納州、西弗吉尼亞州和喬治亞州）以及馬里蘭州、賓夕法尼亞州的部分地區合作組建新美國聯盟，由民兵滲透到包括布希維克在內的美國地區進行叛亂。然而，他們沒想到來自附近的武裝抵抗。史都柏更要求他說出DMZ，美國陸軍正在此處撤離非戰鬥人員：格羅弗克里夫蘭公園（Grover Cleveland Park）；史都柏、露西和貝琳達決定前往該處避難。
一路上，他們在大樓裡遇到了用武力自保的詹姆斯及其母親。詹姆斯的母親勒索史都柏和露西去當地教堂躲避疏散人員，並說服教區牧師在當地一家自助洗衣店見面，武裝每個人在前往DMZ時進行反擊。詹姆斯和母親將貝琳達扣為人質，以確保斯圖普和露西服從。史都柏和露西來到教堂，但當他們找到牧師時，對方卻開槍自殺。露西然後告訴大家在自助洗衣店見面並拿槍反擊。史都柏和露西在等待詹姆斯和貝琳達一起抵達時，簡短地談論了戰前的生活。史都柏透露，他的家人實際上在九一一袭击事件喪生，並告訴露西說要去霍博肯只為了擺脫她，但現在很高興她和自己在一起。當史都柏前往洗手間時，被一名躲在裡頭的害怕少女誤射殺。詹姆斯和貝琳達一起到達洗衣店，他們開始朝DMZ沿路進攻。
他們到達了DMZ，但此處被僱傭兵嚴密守衛。隨著抵抗力量的反擊，朝著直升機跑去的途中，露西和腿部中彈的貝琳達在困在一塊。當露西試圖拖拽貝琳達時，自己卻頭部中彈而死。抵抗組織成員將貝琳達帶到直升機上，貝琳達驚恐地哭了起來。最後以煙霧表明紐約市的其他地方也遭受襲擊。

## 演員
- 戴夫·巴帝斯塔飾演史都柏（Stupe）
- 布兰特妮·斯诺飾演露西（Lucy）
- 安吉莉·贊巴拉娜（Angelic Zambrana）飾演貝琳達（Belinda）
- 傑夫·利馬（英语：Jeff Lima (actor)）飾演喬治（Gregory）
- 傑瑞米·哈里斯（英语：Jeremie Harris）飾演
- 克利斯汀·納瓦羅（英语：Christian Navarro）飾演愛德華多（Eduardo）
- 米拉·盧克雷蒂亞·泰勒（Myra Lucretia Taylor）飾演老媽
- 艾力克斯·布魯瑞克斯（Alex Breaux）飾演布魯爾中尉（Lt. Brewer）
- 阿圖羅·卡斯特羅（英语：Arturo Castro (Guatemalan actor)）飾演何塞（Jose）

## 外部連結
- 互联网电影数据库（IMDb）上《全境警戒》的资料（英文）
- AllMovie上《全境警戒》的资料（英文）